# Bernd Nickel
Bernd Nickel (* 15. März 1949 in Eisemroth; † 27. Oktober 2021 in Frankfurt am Main) war ein deutscher Fußballspieler, der für Eintracht Frankfurt von 1968 bis 1983 in der Bundesliga 426 Spiele absolvierte und dabei 141 Tore erzielte. Bis Marco Reus in der Bundesliga-Saison 2021/22 seinen Rekord brach, hatte kein anderer Mittelfeldspieler mehr Tore in der Bundesliga erzielt. Der einmalige A-Nationalspieler gewann mit der Eintracht in den Jahren 1974, 1975 und 1981 den DFB-Pokal und 1980 den UEFA-Pokal. Er trug den bis heute gängigen Spitznamen „Dr. Hammer“, den ihm sein fulminanter Schuss einbrachte.

## Sportliche Laufbahn

### Vereinskarriere
In der Jugendabteilung seines Heimatvereins SV Eisemroth (im westlichen Mittelhessen gelegen) startete der achtjährige Schüler Bernd Nickel 1957 seine fußballerische Laufbahn. Seine später auch im Profibereich gefürchtete Schusspräzision – der er den Spitznamen „Doktor Hammer“ verdankte – erarbeitete er sich aber selbst: Zu Hause schoss er stundenlang auf ein großes Scheunentor und nahm sich dabei immer wieder neue Punkte als Ziele vor. Bereits mit 13 Jahren spielte er in seinem Heimatverein in der A-Jugend.
Nach einem Anruf seines Onkels durfte er 1966 zu einem Probetraining bei Eintracht Frankfurt vorspielen. Danach wurde er sofort zu einem Turnier mit den Junioren in Rotterdam eingeladen, ebenso wie Bernd Hölzenbein, der aus dem etwa 50 Kilometer von Eisemroth entfernten Dehrn stammte. Im letzten A-Jugend-Jahr, 1966, schloss sich der gelernte Fernmeldetechniker – die Lehre machte er in Gießen – der Jugendabteilung von Eintracht Frankfurt an und zog nach Frankfurt.
Über Spiele in der A-Jugend und der Amateurmannschaft – Mitspieler waren Bernd Hölzenbein und Jürgen Kalb unter der Trainingsleitung von Udo Klug – schaffte er 1968 den Sprung in den Bundesligakader von Trainer Elek Schwartz. In seinem ersten Profivertrag wurde die finanzielle Seite folgendermaßen geregelt: Neben dem monatlichen Grundgehalt von 1250 Mark gab es Siegprämien von 250 Mark, für ein Unentschieden die Hälfte und für Niederlagen nichts. Dazu bekam jeder Spieler 10.000 Mark brutto Handgeld pro Saison. Sechs Tage vor seinem 19. Geburtstag, am 9. März 1968, debütierte der offensive Linksfuß beim Auswärtsspiel gegen den FC Bayern München an der Seite von Bernd Hölzenbein und Oskar Lotz im Eintracht-Angriff in der Fußball-Bundesliga. Sieben Tage später, am 16. März, trug er sich beim 4:1-Heimsieg gegen Borussia Dortmund erstmals in die Torschützenliste ein. Nickel kam 1967/68 auf neun Einsätze mit drei Toren, Bernd Hölzenbein startete seine Bundesligakarriere mit elf Spielen und zwei Toren.
Am Rundenende holte DFB-Trainer Udo Lattek das Talent in die deutsche Fußballnationalmannschaft der Amateure. Am 1. Mai 1968 debütierte Nickel in der DFB-Mannschaft beim Länderspiel gegen Italien in Belluno. Als „Olympia-Amateur“ blieb er dieser Auswahl bis zu den Olympischen Spielen 1972 in München erhalten.
Im ersten Jahr von Trainer Erich Ribbeck, 1968/69, wurde Nickel gemeinsam mit Jürgen Kalb und Günter Keifler aus der Amateurmannschaft in den Lizenzkader übernommen. Er bestritt alle 34 Bundesligaspiele und erzielte dabei acht Tore. In der gleichen Runde kamen noch sechs Einsätze im Messe-Cup hinzu. Bei den Spielen gegen FC Wacker Innsbruck (hier erzielte er seine ersten Treffer im Europacup), Juventus Turin mit Helmut Haller und Athletic Bilbao erfuhr er am Anfang seiner Karriere die Herausforderung und den Reiz der europäischen Clubwettbewerbe. Durch das 1:1-Heimspiel am 29. Januar 1969 gegen Bilbao – der spanische Nationaltorhüter José Ángel Iribar war der überragende Mann der Basken – schied die Eintracht aus dem Wettbewerb aus. Am 11. Juni 1971 bestritt Nickel sein erstes Länderspiel, als er mit der U-23-Nationalmannschaft in Heilbronn mit 2:0 gegen die Auswahl Albaniens gewann.
Als er unter Trainer Dietrich Weise am 17. August 1974 den Triumph im DFB-Pokal gegen den Hamburger SV feiern konnte, hatte er während der Runde, durch eine langwierige Knöchelverletzung bedingt, eine viermonatige Pause einlegen müssen und konnte nur 21 Bundesligaspiele mit zehn Toren bestreiten. Als die Eintracht 1975 den Pokal gegen den MSV Duisburg verteidigen konnte und in der Bundesliga auf dem dritten Rang einkam, war Nickel in allen 34 Spielen mit elf Toren im Einsatz gewesen. Im letzten Trainerjahr von Dietrich Weise, 1975/76, erzielte er mit 15 Treffern sein bestes Ergebnis und war auch maßgeblich am Einzug der Eintracht ins Halbfinale im Europapokal der Pokalsieger beteiligt. Nickel und seine Kameraden scheiterten knapp gegen West Ham United.
In der Runde 1976/77 wurde er mit den Trainingsmethoden von Gyula Lóránt konfrontiert. Nach dem kurzen Intermezzo des Weise-Nachfolgers Hans-Dieter Roos (bis 8. November 1976) übernahm Lóránt die Eintracht und führte sie mit seinem Raumdeckungssystem auf den vierten Rang. Im Dezember 1978 tauschten Lóránt und Dettmar Cramer ihre Arbeitsplätze und Nickel und Kollegen hatten es jetzt mit einem wortgewaltigen „Fußball-Professor“ zu tun.
Am 12. August 1978, zu Beginn seines zwölften Jahres in der Bundesliga, erlitt Nickel einen Achillessehnenriss; nach Rekonvaleszenz und Trainingsaufbau folgte bei einem Testspiel am 5. Dezember 1978 der erneute Riss. Sein Comeback feierte Nickel am 26. Mai 1979 beim DFB-Pokalspiel gegen RW Oberhausen. In der Bundesliga hatte er in dieser Runde naturgemäß nur drei Einsätze mit einem Treffer zu verzeichnen. Als unter Trainer Friedel Rausch im Jahr darauf, 1979/80, der Triumph im UEFA-Cup gelang, stand Nickel in beiden Finalbegegnungen gegen Borussia Mönchengladbach im Mai 1980 für die Eintracht auf dem Spielfeld. Beim entscheidenden 1:0-Heimerfolg am 21. Mai 1980 bestritt Nickel sein 34. Spiel im Europa-Cup. 1981 – Jürgen Grabowski hatte seine Karriere beendet und Lothar Buchmann leitete das Training – gewann er zum dritten Mal den DFB-Pokal. Im Finale am 2. Mai in Stuttgart gegen den 1. FC Kaiserslautern bildete er zusammen mit Werner Lorant, Norbert Nachtweih und Ronald Borchers das Eintracht-Mittelfeld. In der Saison 1981/82 bestritt er im Pokalsiegerwettbewerb seine letzten Europacupspiele. Im März 1982 scheiterte Frankfurt an Tottenham Hotspur. Beim 2:1-Heimerfolg am 17. März absolvierte Nickel zwei Tage nach seinem 33. Geburtstag sein 42. Spiel im Europacup.
Nach 16 Bundesligajahren verabschiedete er sich nach der Runde 1982/83 aus der Liga und von Eintracht Frankfurt. Nochmals erlebte er einen Trainerwechsel – von Helmut Senekowitsch hin zu Branko Zebec. Das letzte Spiel bestritt Nickel am 4. Juni 1983 bei der 1:5-Niederlage gegen Fortuna Düsseldorf, wo Atli Eðvaldsson sich als fünffacher Torschütze feiern lassen konnte.
Gemeinsam mit Thomas Kroth, Uwe Müller und Ralf Falkenmayer bildete Nickel das Eintracht-Mittelfeld. Von 1968 bis 1983 kam er auf 426 Bundesligaspiele mit 141 Toren, 54 DFB-Pokaleinsätze mit 21 Treffern und 42 Europacupbegegnungen mit 12 Toren. Er bildete mit Jürgen Grabowski und Bernd Hölzenbein in den 70er Jahren das ruhmreiche „Dreigestirn“ der Eintracht. Sie standen für Offensivfußball, Spielfreude und Kombinationsfußball.
Zum Ausklang seiner Karriere spielte Nickel 1983/84 bei Young Boys Bern und beendete im Sommer 1984 nach 20 Ligaspielen mit 9 Toren für YB seine aktive Karriere.

### Auswahleinsätze
Vom 1. Mai 1968 bis 8. September 1972 bestritt der Frankfurter Mittelfeldspieler 41 Länderspiele mit 18 Toren in der deutschen Nationalmannschaft der Amateure. Nickel ist der Rekordschütze dieser Auswahl. Höhepunkte mit diesem Team waren die Afrikafahrt Ende 1970/Anfang 1971 mit den Länderspielen gegen Nigeria, Togo, Ghana, Elfenbeinküste, Liberia, Sierra Leone und Senegal sowie das Fußball-Turnier bei den Olympischen Spielen 1972 in München. Nickel bestritt alle sechs Spiele der DFB-Mannschaft während des Olympiaturniers. Mit der 2:3-Niederlage am 8. September 1972 gegen die DDR verabschiedete er sich aus der Amateurnationalmannschaft. Mit Hermann Bitz und Jürgen Kalb bildete er dabei das Mittelfeld der Mannschaft von DFB-Trainer Jupp Derwall. Durch die gemeinsamen Jahre in der Amateurnationalmannschaft entwickelte sich mit dem Ex-Offenbacher, Spielführer und Rekordnationalspieler Egon Schmitt, eine Freundschaft.
Am 11. Juni 1971 kam er zu einem Einsatz in der Juniorennationalmannschaft U 23. In Heilbronn gewann die deutsche Mannschaft das Länderspiel gegen Albanien mit dem Sturm Horst Bertl, Uli Hoeneß, Nickel, Johannes Linßen und Arno Steffenhagen mit 2:0 Toren. Am 3. September 1974 erzielte er bei seinem Debüt in der B-Nationalmannschaft gegen die A-Nationalmannschaft von Luxemburg zwei Tore. Ende des Jahres, am 22. Dezember 1974, gehörte er dem Aufgebot der A-Nationalmannschaft für das EM-Qualifikationsspiel in Valletta gegen Malta an. An der Seite seiner Eintracht-Kollegen Bernd Hölzenbein und Charly Körbel wurde er zusammen mit seinem Amateurnationalmannschaftskameraden Rudolf Seliger im Laufe des Spiels eingewechselt. Weitere Berufungen erhielt er in die A-Elf nicht mehr. Vom 11. März 1975 bis 25. Februar 1976 absolvierte er noch vier weitere Einsätze in der B-Nationalmannschaft. Damit endeten seine Berufungen in die DFB-Auswahlmannschaften.

## Weiterer Werdegang
In seiner Freizeit widmete sich Nickel dem Golfspielen. Daneben betätigte er sich in den 1980er Jahren als Spielervermittler, nachdem ihm die Europäische Fußball-Union eine Lizenz erteilt hatte. Viele Jahre betrieb Nickel in Dillenburg und Herborn Sportartikelgeschäfte, von denen zuletzt nur noch die Filiale in Herborn bestand, welche er zum 31. Januar 2012 aufgab.
Bernd Nickel starb nach langer Krankheit am 27. Oktober 2021 im Alter von 72 Jahren.

## Trivia
Nickel erzielte vier seiner Tore durch direkt verwandelte Eckbälle, und zwar von allen vier Ecken des Frankfurter Waldstadions.
In folgenden Spielen gelang ihm dieses Kunststück:
22. November 1975 - 6:0 gegen Bayern München;
19. April 1980 - 1:0 gegen Kaiserslautern;
14. November 1981 - 1:1 gegen Werder Bremen;
15. Mai 1982 - 4:0 gegen Fortuna Düsseldorf.